# Get It Back
«Get It Back» (укр. Повернути це) — пісня американського рок-гурту Pearl Jam, позаальбомний сингл, що вийшов 2020 року.

## Історія створення
Автором слів та музики до пісні «Get It Back» став барабанщик Pearl Jam Метт Кемерон. Вперше її було опубліковано 2 жовтня 2020 року у складі збірки Good Music To Avert The Collapse Of American Democracy, Volume 2. Ця компіляція містила неопубліковані пісні різних виконавців, зокрема, «Something Real» від дуету бас-гітариста Pearl Jam Джефа Амента та Джона Вікса Deaf Charlie, а також «Near» гітариста Стоуна Госсарда. Благодійний проєкт мав на меті збір коштів для організації Voting Rights Lab, створеної для захисту права голосу на наступних президентських виборах США. Pearl Jam не вперше зверталися до політичних тем, зокрема, критикувавши Дональда Трампа на студійному альбомі Gigaton, а також започаткувавши власну ініціативу PJ Votes 2020, намагаючись залучити якомога більше виборців.
Збірка Good Music… із новою піснею гурту була доступна на Bandcamp лише протягом доби. Після цього Pearl Jam випустили пісню окремим цифровим синглом. Композиція була не дуже типовою для творчості гурту, відрізняючись своїм психоделічним звучанням, насиченим ефектами вокалом та повільним, немов би «повітряним» аранжуванням. «Get It Back» потрапила до хіт-параду Billboard серед пісень альтернативного року, виданих у цифровий спосіб, посівши в ньому 25 місце.

## Місця в чартах
| Хіт-парад Billboard            | Найвища позиція |
| ------------------------------ | --------------- |
| Alternative Digital Song Sales | 25              |
| Станом на 16.08.2022           |                 |